# Biostoff
Biologischer Arbeitsstoff bzw. Biostoff ist ein Begriff aus der Biostoffverordnung. In der Neufassung der Biostoffverordnung vom 15. Juli 2013 wird bevorzugt die Bezeichnung Biostoff verwendet. In der Biostoffverordnung sind biologische Arbeitsstoffe wie folgt definiert:
„Biostoffe sind Mikroorganismen, Zellkulturen und Endoparasiten einschließlich ihrer gentechnisch veränderten Formen […], die den Menschen durch Infektionen, übertragbare Krankheiten, Toxinbildung, sensibilisierende oder sonstige, die Gesundheit schädigende Wirkungen gefährden können.“ (§ 2 Biostoffverordnung)
Des Weiteren gehören auch Erreger von übertragbaren spongiformen Enzephalopathien zu dieser Gruppe. Ebenfalls werden den Biostoffen die Ektoparasiten gleichgestellt, wenn sie „beim Menschen eigenständige Erkrankungen verursachen oder sensibilisierende oder toxische Wirkungen hervorrufen können.“ (§ 2 Biostoffverordnung) Weiterhin werden „technisch hergestellte biologische Einheiten mit neuen Eigenschaften“ den Biostoffen gleichgestellt, falls von ihnen eine Gefährdung des Menschen ausgeht. 
Die oben angeführten Begriffe werden in der Biostoffverordnung noch weiter definiert. Danach sind „Mikroorganismen alle zellulären oder nichtzellulären mikroskopisch oder submikroskopisch kleinen biologischen Einheiten, die zur Vermehrung oder zur Weitergabe von genetischem Material fähig sind, insbesondere Bakterien, Viren, Protozoen und Pilze.“ (§ 2 Biostoffverordnung) Und „Zellkulturen sind in-vitro-vermehrte Zellen, die aus vielzelligen Organismen isoliert worden sind.“ (§ 2 Biostoffverordnung) Dies können sowohl aus Pflanzen oder Tieren gewonnene Zellen sein, die außerhalb des Quellorganismus kultiviert werden.
Toxine werden als Stoffwechselprodukte oder Zellbestandteile von Biostoffen definiert, die „infolge von Einatmen, Verschlucken oder Aufnahme über die Haut beim Menschen toxische Wirkungen hervorrufen und dadurch akute oder chronische Gesundheitsschäden oder den Tod bewirken können.“ (§ 2 Biostoffverordnung) Beispiele für solche Toxine sind das Botulinumtoxin (ein Exotoxin, das von dem Bakterium Clostridium botulinum produziert wird), das Choleratoxin, das von Vibrio cholerae freigesetzt wird oder das Shiga-Toxin des Bakteriums Shigella dysenteriae.
Biostoffe können die Gesundheit von Beschäftigten am Arbeitsplatz gefährden. Generelle Informationen zur Anwendung von Messverfahren für luftgetragene Biostoffe enthält die Technische Regel für Biologische Arbeitsstoffe (TRBA) 405. Messverfahren zur Bestimmung der Exposition gegenüber Schimmelpilzen, Bakterien und Endotoxinen sind in der IFA-Arbeitsmappe Messung von Gefahrstoffen veröffentlicht.

## Rechtsquellen
- Biostoffverordnung (Text der Biostoffverordnung (Neufassung vom 15. Juli 2013))